# Oskorušno
Oskorušno falu Horvátországban, Dubrovnik-Neretva megyében. Közigazgatásilag Orebićhez tartozik.

## Fekvése
Makarskától légvonalban 41 km-re délkeletre, Dubrovnik városától légvonalban 74, közúton 99 km-re északnyugatra, községközpontjától 14 km-re keletre, a Pelješac-félsziget közép-nyugati részén fekszik.

## Története
A területén élő első ismert nép az illírek voltak, akik az i. e. 2. évezredben jelennek meg. A magaslatokon épített erődített településeken éltek. Településeik maradványai megtalálhatók a Pelješac-félsziget több pontján. Az illírek halottaikat kőből rakott halomsírokba temették, melyek általában szintén magaslatokon épültek. Huszonnégy ilyen halomsír található a település határában is. Az illírek i. e. 30-ig uralták a térséget, amikor Octavianus hadai végső győzelmet arattak felettük.
Oskorušno a középkortól fogva mindvégig lakott volt, 14. századtól a 18. század végéig a Raguzai Köztársasághoz tartozott. 1806-ban a Raguzai Köztársaságot legyőző franciák uralma alá került, de Napóleon bukása után 1815-ben a berlini kongresszus a Habsburgoknak ítélte. 1857-ben 453, 1910-ben 411 lakosa volt. 1918-ban az új szerb-horvát-szlovén állam, majd később Jugoszlávia része lett. 2011-ben a településnek 101 lakosa volt. Lakói a kunai Nagyboldogasszony plébániához tartoztak.

## Népesség
| Lakosság változása | Lakosság változása | Lakosság változása | Lakosság változása | Lakosság változása | Lakosság változása | Lakosság változása | Lakosság változása | Lakosság változása | Lakosság változása | Lakosság változása | Lakosság változása | Lakosság változása | Lakosság változása | Lakosság változása | Lakosság változása |
| ------------------ | ------------------ | ------------------ | ------------------ | ------------------ | ------------------ | ------------------ | ------------------ | ------------------ | ------------------ | ------------------ | ------------------ | ------------------ | ------------------ | ------------------ | ------------------ |
| 1857               | 1869               | 1880               | 1890               | 1900               | 1910               | 1921               | 1931               | 1948               | 1953               | 1961               | 1971               | 1981               | 1991               | 2001               | 2011               |
| 453                | 418                | 423                | 404                | 430                | 411                | 389                | 336                | 261                | 260                | 255                | 240                | 195                | 185                | 126                | 101                |

## Nevezetességei
- Szent Miklós templom a 16. században épült a falu feletti hegygerincre

- Szentháromság temetőkápolna a falutól keletre fekvő temetőben áll. A 17. században épült barokk stílusban.

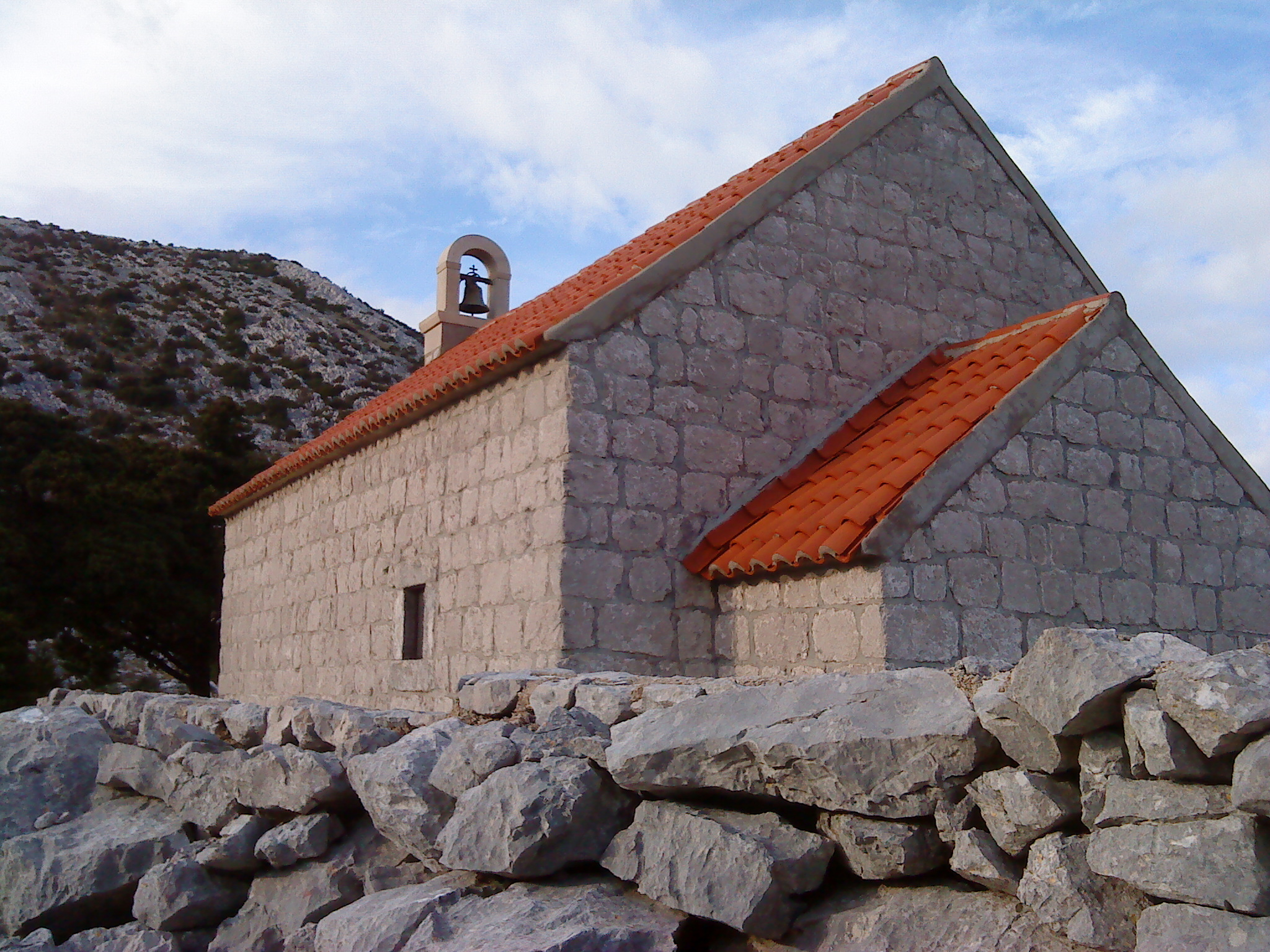
A Szent Miklós templom

- Szent Katalin templom

- Illír halomsírok

## Gazdaság
A település lakóinak fő bevételi forrása a mezőgazdaság.